# CETO
 (décembre 2023).
La mise en forme du texte ne suit pas les recommandations de Wikipédia : il faut le « wikifier ».
Les points d'amélioration suivants sont les cas les plus fréquents. Le détail des points à revoir est peut-être précisé sur la page de discussion.
- Les titres sont pré-formatés par le logiciel. Ils ne sont ni en capitales, ni en gras.
- Le texte ne doit pas être écrit en capitales (les noms de famille non plus), ni en gras, ni en italique, ni en « petit »…
- Le gras n'est utilisé que pour surligner le titre de l'article dans l'introduction, une seule fois.
- L'italique est rarement utilisé : mots en langue étrangère, titres d'œuvres, noms de bateaux, etc.
- Les citations ne sont pas en italique mais en corps de texte normal. Elles sont entourées par des guillemets français : « et ».
- Les listes à puces sont à éviter, des paragraphes rédigés étant largement préférés. Les tableaux sont à réserver à la présentation de données structurées (résultats, etc.).
- Les appels de note de bas de page (petits chiffres en exposant, introduits par l'outil «  Source ») sont à placer entre la fin de phrase et le point final[comme ça].
- Les liens internes (vers d'autres articles de Wikipédia) sont à choisir avec parcimonie. Créez des liens vers des articles approfondissant le sujet. Les termes génériques sans rapport avec le sujet sont à éviter, ainsi que les répétitions de liens vers un même terme.
- Les liens externes sont à placer uniquement dans une section « Liens externes », à la fin de l'article. Ces liens sont à choisir avec parcimonie suivant les règles définies. Si un lien sert de source à l'article, son insertion dans le texte est à faire par les notes de bas de page.
- La présentation des références doit suivre les conventions bibliographiques. Il est recommandé d'utiliser les modèles {{Ouvrage}}, {{Chapitre}}, {{Article}}, {{Lien web}} et/ou {{Bibliographie}}. Le mode d'édition visuel peut mettre en forme automatiquement les références.
- Insérer une infobox (cadre d'informations à droite) n'est pas obligatoire pour parachever la mise en page.

Pour une aide détaillée, merci de consulter Aide:Wikification.
Si vous pensez que ces points ont été résolus, vous pouvez retirer ce bandeau et améliorer la mise en forme d'un autre article.
Ne doit pas être confondu avec Ceto (homonymie).
 (novembre 2023).
 (novembre 2023).

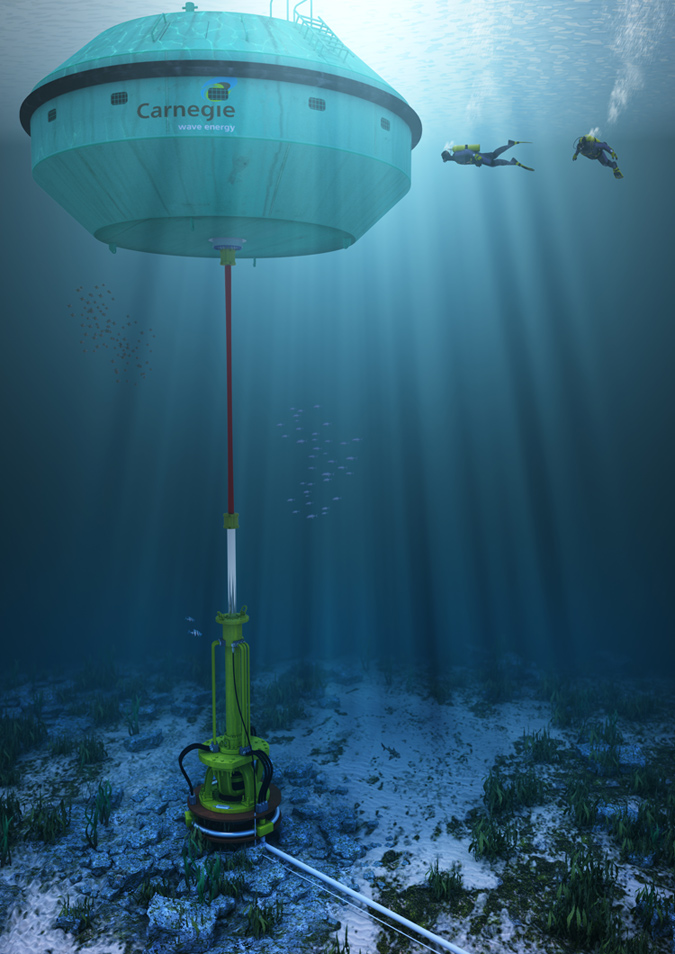
Unité CETO

CETO est une technologie d'énergie houlomotrice qui convertit l'énergie cinétique de la houle océanique en énergie électrique et (pour CETO 5) dessale directement l'eau douce par osmose inverse. La technologie est développée et testée sur terre et en mer à Fremantle, en Australie-Occidentale. Début 2015, une installation de production CETO 5 est mise en service et raccordée au réseau électrique. En janvier 2016, toute l'électricité produite par le système est achetée pour contribuer aux besoins en énergie de la base navale de Stirling à Garden Island, en Australie-Occidentale. Une partie de l’énergie est également utilisée directement pour dessaler l’eau.
CETO est conçu pour être une technologie ondulatoire simple et robuste. Le projet est considéré comme la seule technologie d'énergie houlomotrice testée en mer au monde, à la fois entièrement immergée et générant de l'électricité et/ou de l'eau dessalée à terre. La technologie CETO est vérifiée de manière indépendante par Énergies Nouvelles (EDF EN) et l'entrepreneur naval français DCNS.

## Technologie

### CETO 5
Le nom est inspiré de la déesse grecque de l'océan, Céto. Installé en janvier 2016, le système se distingue des autres dispositifs houlomoteurs en étant entièrement immergé. Les bouées immergées sont déplacées par la houle océanique et entraînent des pompes qui pressurisent l'eau de mer amenée à terre par un pipeline sous-marin. Une fois à terre, l’eau de mer à haute pression est utilisée pour faire fonctionner des turbines hydroélectriques, produisant ainsi de l’électricité. L’eau de mer à haute pression peut également être utilisée pour alimenter une usine de dessalement par osmose inverse, produisant de l’eau douce. Certaines usines conventionnelles historiques de dessalement d’eau de mer sont de gros émetteurs de gaz à effet de serre ; cela est dû à la quantité d'énergie nécessaire pour entraîner les pompes connectées au réseau qui fournissent l'eau de mer à haute pression aux membranes d'osmose inverse pour l'élimination du sel.

### CETO 6
Depuis janvier 2016, le système CETO 6 est en développement, et diffère de CETO 5 de par la largeur de la bouée (plus grande), ainsi qu'avec la génération de l'électricité s'effectuant directement dans la bouée, et le courant étant transmis via un câble à la côte. La bouée est conçue pour des eaux plus profondes et plus éloignées de la terre que CETO 5.